# Paul Carrington
Paul Carrington (11 de noviembre de 1982 en Savannah Georgia) es un jugador profesional de fútbol americano juega la posición de defensive end actualmente es agente libre. Firmó como agente libre para Atlanta Falcons en 2006. Como colegial jugó en Central Florida.
También participó con Denver Broncos en la National Football League y California Redwoods en la United Football League.

## Estadísticas UFL
| Temporada | Año | Tkl | Ast | Tot | Sck | Yds | FF |
| --------- | --- | --- | --- | --- | --- | --- | -- |
| 2009      | CAR | 1   | 2   | 2.0 | 0.0 | 0   | 0  |